# راؤول مالدونادو
راؤول مالدونادو (بالإسبانية: Raul Maldonado)‏ (11 مارس 1975 في الأرجنتين – )؛ هو لاعب كرة قدم سابق كان يلعب كمهاجم.

## وصلات خارجية
- راؤول مالدونادو على موقع رابطة كرة القدم اليابانية للمحترفين (اليابانية)
- راؤول مالدونادو على موقع قاعدة بيانات كرة القدم.إي يو (الإنجليزية)
- راؤول مالدونادو على موقع عالم كرة القدم.نت (الإنجليزية)